# 佐佐木滿
佐佐木滿（日语：佐々木 満；1926年4月20日—2022年4月7日），日本政治人物，自由民主黨黨員，出身於秋田縣雄勝郡山田村（今湯澤市）。
畢業於秋田縣立能代高等學校及東京大學法學部。他於1976年到1998年期間擔任參議院議員。2022年4月7日在秋田市病逝，享耆壽96歲。